# Diario di guerra (programma televisivo)
Diario di guerra è stato un programma televisivo di approfondimento giornalistico trasmesso in seconda serata su LA7 dall'8 ottobre 2001, all'indomani dei bombardamenti statunitensi sull'Afghanistan e in pieno della discussione sulla presunta lotta tra Oriente e Occidente, al 15 marzo 2002 e condotto da Paolo Argentini (con Giuliano Ferrara e Gad Lerner).